# مغزرة بوليفية
مغزرة بوليفية (الاسم العلمي: Polygala boliviensis) هي نوع نباتي يتبع جنس المغزرة من فصيلة المغزرية.